# Antonov An-30
Antonov An-30 (ukrajinsky a rusky: Антонов Ан-30; v kódu NATO: Clank) je sovětský dvoumotorový turbovrtulový letoun pro plnění úkolů letecké kartografie.

## Vývoj
An-30 konstrukčně vychází z typu Antonov An-24T. Oproti svému předchůdci má změněnou přední část trupu, která je bohatě prosklená a zvýšenou letovou palubu. Poprvé vzlétl v roce 1974 a celkem bylo vyrobeno 123 kusů.

## Použití

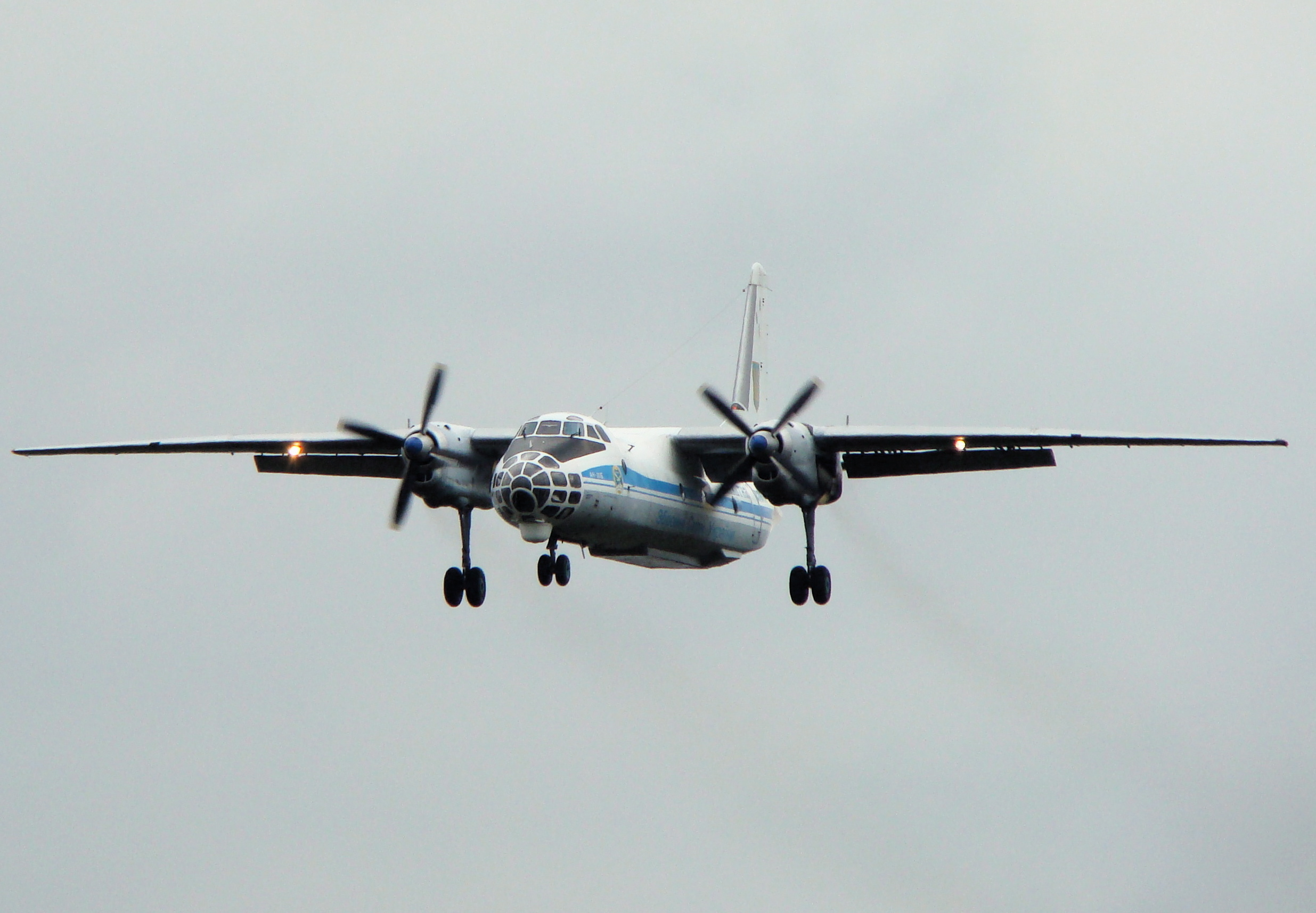
Letoun An-30

Mimo své původní určení kartografického letadla je An-30 také využíván (Bulharskem, Českem, Ruskem a Ukrajinou) při kontrolních letech v rámci smlouvy Open Skies.
An-30 je ve verzi An-30M používán jako letoun pro kontrolu počasí.

## Uživatelé

### Vojenští uživatelé
Bulharsko
- Bulharské letectvo – jeden (rok 2017)[6][7]

 Rumunsko
- Rumunské letectvo – tři od roku 1976; v současnosti dva[8] (rok 2017)[6]

 Rusko
- Vojenské vzdušné síly Ruské federace

 Ukrajina
- Ukrajinské letectvo – tři (rok 2017)[6]

## Specifikace (An-30)

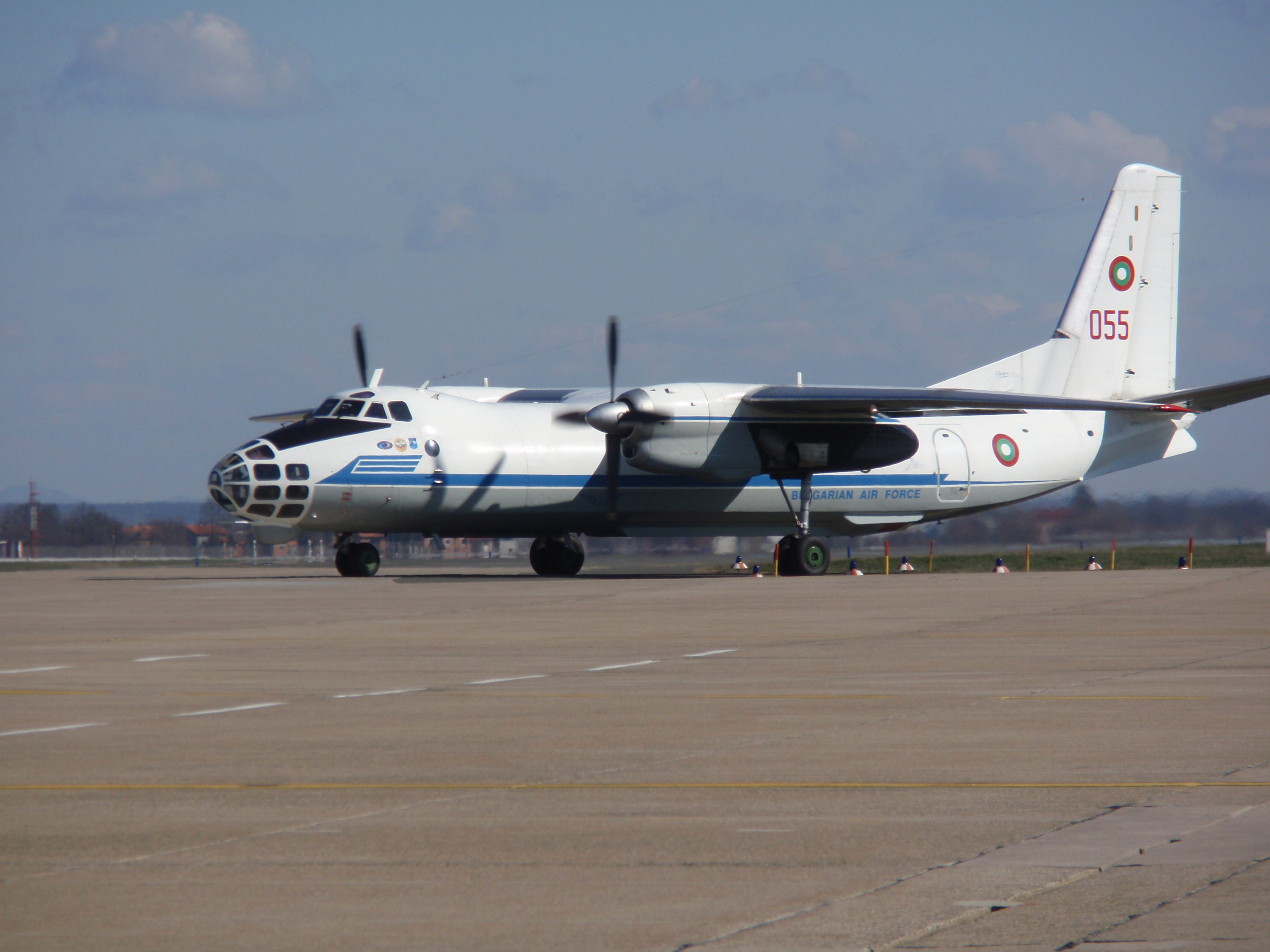
An-30 bulharského letectvo

Podle Jane's All The World's Aircraft 1988-89 a AČR

### Technické údaje
- Posádka: 7
- Délka: 24,26 m
- Rozpětí: 29,20 m
- Výška: 8,32 m
- Nosná plocha: 75 m²
- Prázdná hmotnost: 15 590 kg
- Max. vzletová hmotnost : 23 000 kg
- Pohonná jednotka: 2× turbovrtulový motor ZMDB Progress (Ivčenko) AI-24T a 1× proudový motor Sojuz (Tumanskij) RU-19A-300
- Výkon pohonné jednotky: 2× 2103 kW a 1× 7,85 kN

### Výkony
- Cestovní rychlost: 430 km/h ve výšce 6000 m
- Maximální rychlost: 540 km/h
- Dolet s max. množstvím paliva: 2630 km
- Dostup: 7300 m
- Max. stoupavost: 450 m/min